# Les Guignols de l'info
Les Guignols de l'info, talvolta chiamato semplicemente Les Guignols, è stato un programma televisivo satirico francese, in onda su Canal+ dal 1988 al 2018, consistente in uno pseudotelegiornale i cui protagonisti sono marionette che imitano personaggi del mondo politico e volti noti in genere.
Inizialmente il programma era nato per sostituire il JTN dei Nuls, da un'idea di Alain de Greef che desiderava creare una versione francese di Spitting Image.